# Еньова буля

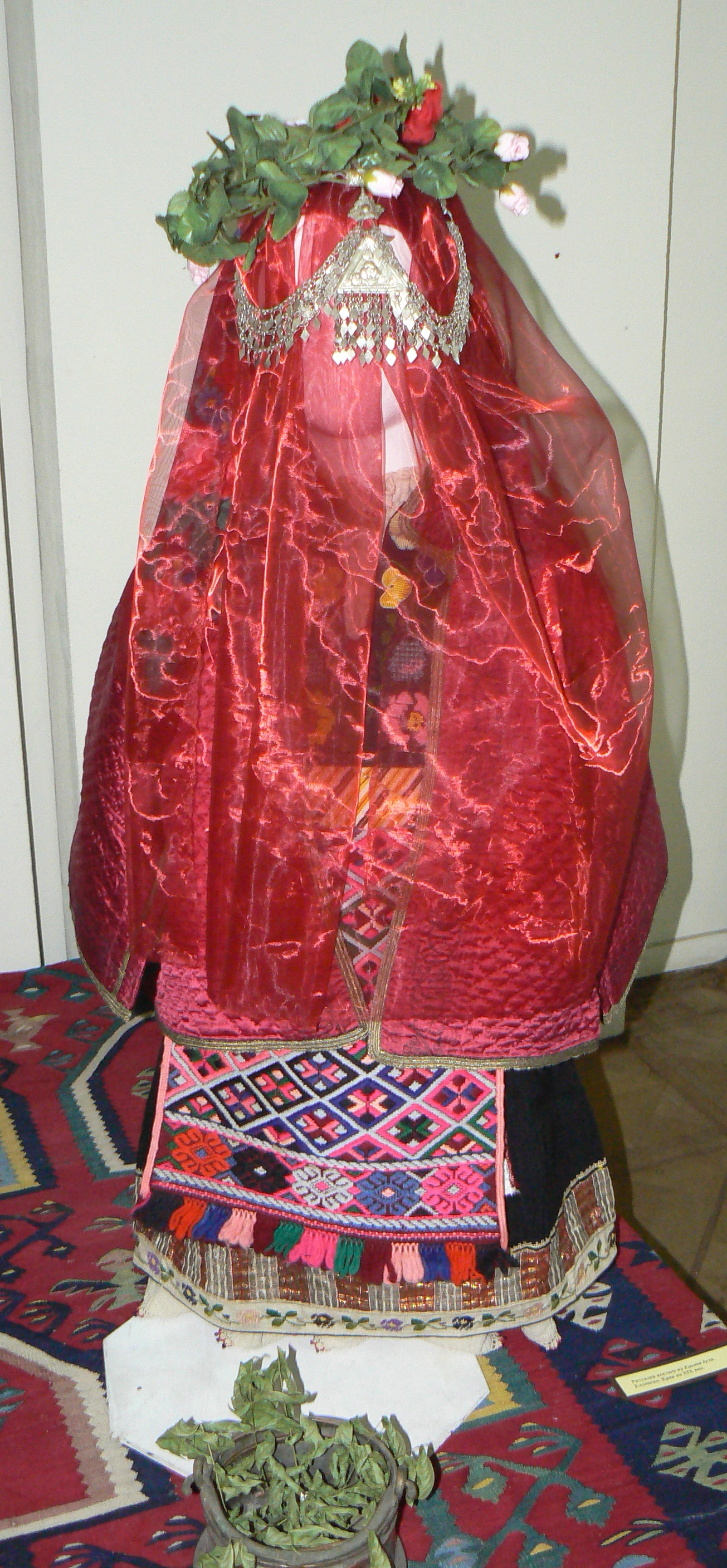
Наряд Еньовой були, XIX век. Болгарский государственный этнографический музей

Еньова буля (досл. «Иванова девушка») — главное обрядовое лицо одноимённого комплекса ритуальных действий, совершаемых у южных славян (в ю.-вост., частично с.-вост. Болгарии, у болгар-переселенцев в Бессарабии, а также в Северной Македонии и с.-вост. Сербии) на Ивана Купалу (болг. Еньовден), реже в Юрьев день. Основной мотив обряда — «женитьба солнца».

## Обряды
Еньова буля — последний в ряду весенне-летних девичьих обходов и по своей продуцирующей и охранительной направленности во многом им идентичен. Обряд состоит из двух частей:
1. Обход села, полей и пастбищ группой девушек, несущих на плечах девочку — Еньова буля;
2. Коллективные гадания о женитьбе и благополучии.

Главное обрядовое лицо (болг. Янюво буле, булка, Янъовче, Яне, Еньо, Калиница, Драгайка, Мара) — «невеста Еню», то есть Иоанна Крестителя, покровителя праздника летнего солнцестояния, или «невеста солнца». Мотив «женитьбы солнца» разрабатывается в песнях обряда Еньова буля. «Ой… свети Яньо, я яла майки да та оглави за малка булка, Яньова буля» [Ой, святой Яньо, иди, мать обручит тебя с маленькой невестой, с невестой Яньо]. Сакральность «невесты» тщательно подчеркивается: её носят на руках (ср. Водить), не ставя на землю («земля может сгореть под её ногами и не будет урожая»); кормят и постоянно спрашивают, сыта ли она, отождествляя её сытость с урожайностью будущего года. Еньова буля — главное действующее лицо и в гаданиях, ведь незрячесть (Еньовой буле покрывают лицо, завязывают глаза) и молчание (Еньовой буле разрешают изъясняться только при помощи жестов) лежат в основе многих мантических обрядов (см. Гадания).